# Tauler Kanban

Un tauler kanban

Un tauler kanban és una de les eines que es poden utilitzar per implementar kanban per gestionar el treball a nivell personal o organitzatiu.
Els taulers Kanban representen visualment el treball en diverses etapes d'un procés utilitzant targetes per representar elements de treball i columnes per representar cada etapa del procés. Les targetes es mouen d'esquerra a dreta per mostrar el progrés i per ajudar a coordinar els equips que realitzen el treball. Un tauler kanban es pot dividir en "carrers de natació" horitzontals que representen diferents tipus de treball o diferents equips que realitzen el treball.
Els taulers Kanban es poden utilitzar per a treballs de coneixement o processos de fabricació.
Els taulers senzills tenen columnes per "esperar", "en curs" i "completat" o "fer pendent", "fer" i "fet". Es poden crear taulers kanban complexos que subdivideixen el treball "en curs" en diverses columnes per visualitzar el flux de treball a través d'un mapa de flux de valor sencer.
Segons el Project Management Institute, un tauler kanban és una "eina de visualització que mostra el treball en curs per ajudar a identificar colls d'ampolla i sobrecompromisos, permetent així a l'equip optimitzar el flux de treball". 

## Aplicacions

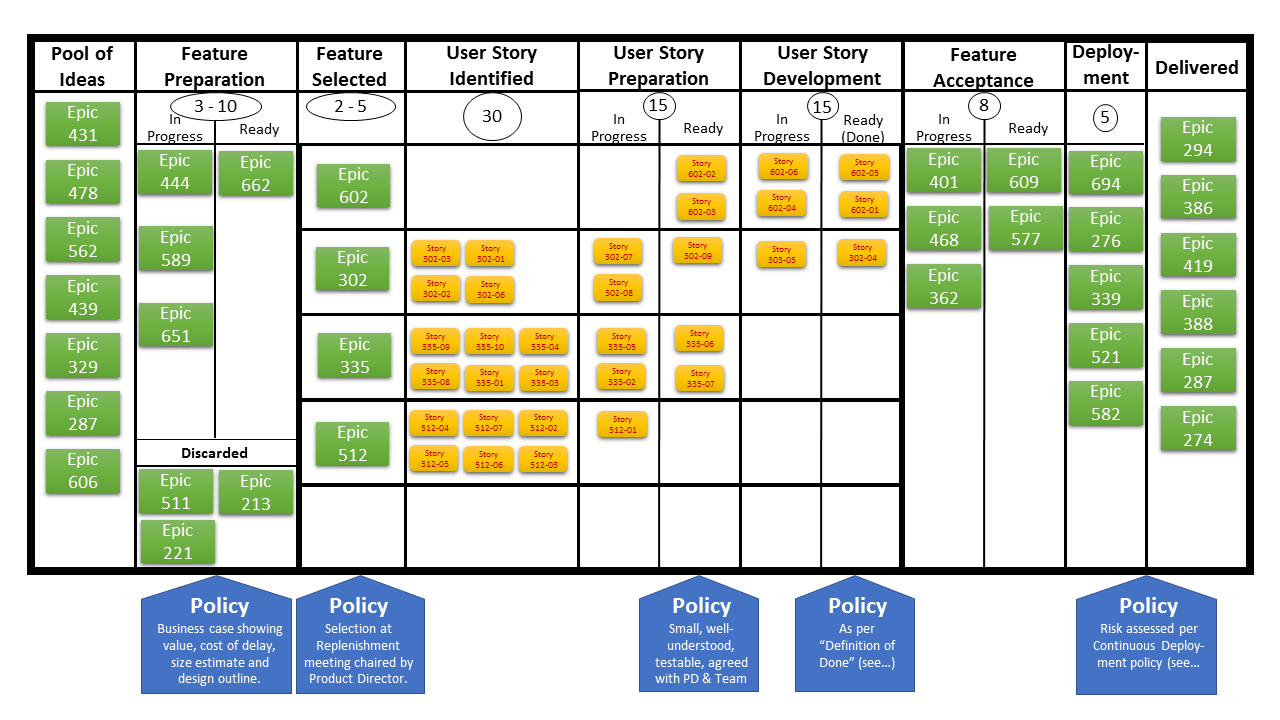
Un tauler kanban en desenvolupament de programari

Kanban es pot utilitzar per organitzar moltes àrees d'una organització i es pot dissenyar en conseqüència. El tauler kanban més senzill consta de tres columnes: "a fer", "a fer" i "a fer", encara que es necessiten alguns detalls addicionals com els límits de WiP per donar suport completament al Mètode Kanban. Les funcions empresarials que utilitzen taulers kanban inclouen:
- Tauler Kanban per a l'equip de desenvolupament de programari. Un exemple popular de tauler kanban per al desenvolupament de programari àgil o ajustat consisteix en les columnes Backlog, Ready, Coding, Testing, Approval i Done. També és una pràctica habitual nomenar les columnes d'una manera diferent, per exemple: Següent, En desenvolupament, Fet, Acceptació del client, En directe.
- Kanban per a equips de màrqueting
- Kanban per a equips de recursos humans
- Gestió de tasques personals o "kanban personal"
- Kanban per a equips de comptabilitat. Normalment consta de columnes: elements nous, preparats per a la distribució, en curs i completats.